# Pro Helsingfors
Pro Helsingfors var en generalplan för Helsingfors stad som presenterades år 1918. Planen var uppgjord av arkitekterna Eliel Saarinen och Bertel Jung. 
Julius Tallberg, en inflytelserik helsingforsare, föreslog att man skulle fylla igen Tölöviken och förena områden i stadens närhet för att bättre tjäna stadens intressen och de företag som köpt upp landområden utanför staden. Planen bestod av en ring av dotterstäder runt Helsingfors centrum, inspirerade av Ebenezer Howards idéer om trädgårdsstaden. En järnväg skulle förena de olika stadsdelarna. För centrum av Helsingfors innebar planen att centralstationen skulle flytta till Böle och att en 90 meter bred Kungsaveny skulle byggas mellan gamla centrum och det nya centrumet vid den nya stationen ovanpå den igenfyllda Tölöviken.
Pro Helsingfors förverkligades aldrig. 